# صدف‌های راه‌راه سگی
صدف‌های راه‌راه سگی (نام علمی: Glycymerididae) نام یک تیره از راسته عرشه‌دارسانان است.